# Контарини, Николо
Николо Контари́ни (итал. Nicolò Contarini; 26 сентября 1553 — 2 апреля 1631) — 97-й венецианский дож, пятый по счёту из знатного венецианского рода Контарини. Был избран дожем 18 января 1630 года, однако умер через 15 месяцев. Во время своего правления ему пришлось противостоять Итальянской чуме 1629—1631 годов, которая унесла жизнь трети всего населения Венеции. Также написал подробную историю Венеции («Istoria Veneta»).

## Биография
Николо Контарини родился в Венеции, был сыном Жана-Габриеля Контарини и Джованны Морозини. Его отец не был богатым человеком, но тем не менее был знаком с элитарной высокой культурой. Николо познакомился с философией и вскоре заслужил уважение справедливыми действиями в государственном управлении Венецианской республикой. Он писал небольшие произведения на латыни, среди которых история Венеции, и был известен своим остроумием и красноречием. Политически, он был сторонником Леонардо Донато. Он быстро встал на сторону антипапских деятелей, но не выражал свои взгляды чрезмерно сильно. Во время разногласий в Венеции между сторонниками Джованни I Корнера и Реньеро Дзено в конце 1629 года, Контарини критически относился к Корнеру, но никогда не был крайним в своём мнении, что впоследствии принесло ему уважение сторонников Корнера.

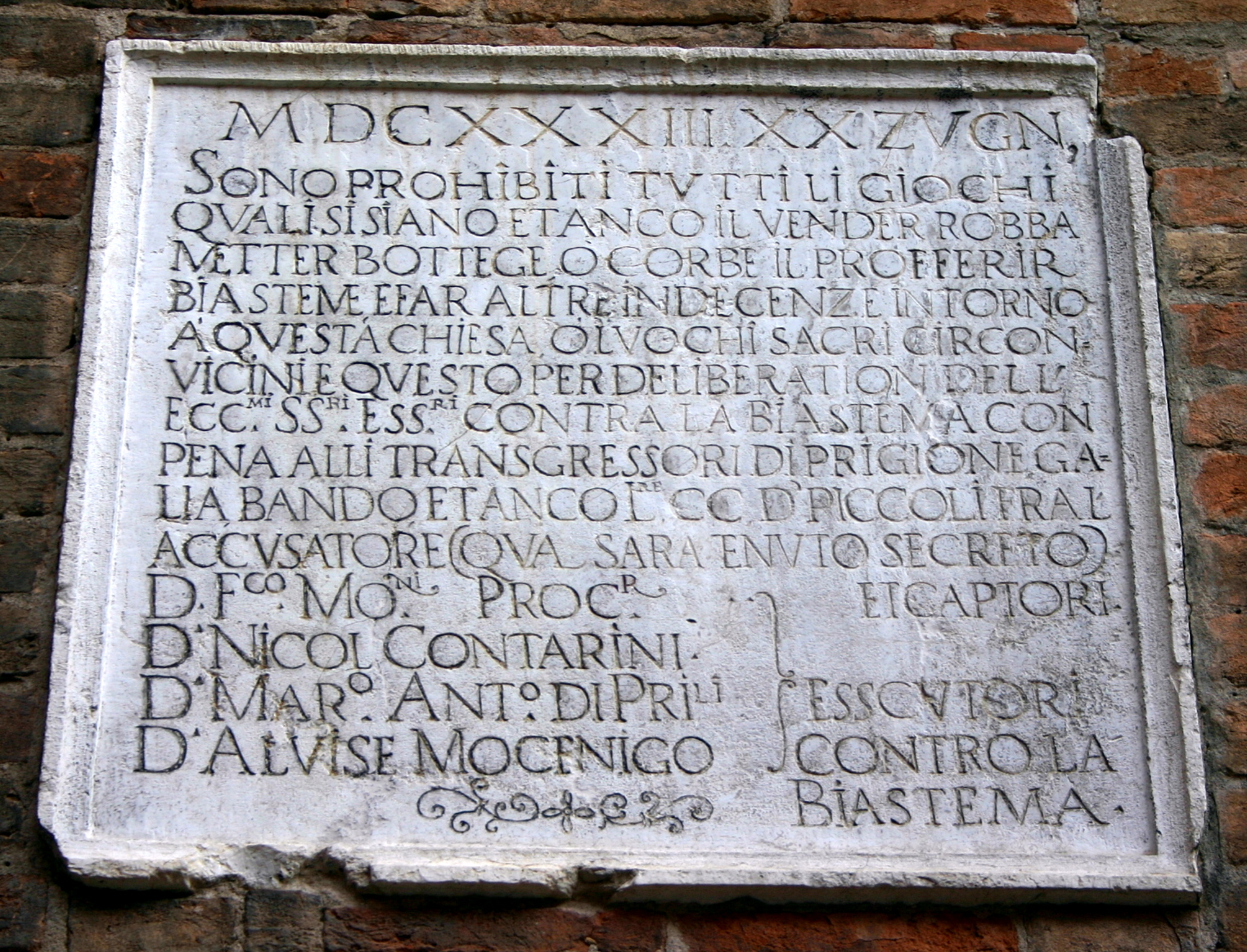
Мемориальная доска Николо Контарини на фасаде церкви Санто-Стефано в Венеции

## Правление
После смерти Джованни I Корнера между его сторонниками и сторонниками Реньеро Дзено разгорелись жаркие споры о том, кому занять должность дожа. Николо Контарини оказался компромиссным кандидатом и был избран дожем 18 января 1630 года.
Правление Контарини началось в трудное для республики время, когда венецианская армия, участвовавшая в Войне за мантуанское наследство, проиграла решающую битву при Валеджо в мае 1630 года, а в октябре того же года был подписан невыгодный для Венеции Регенсбургский мир.
Венеция пережила первую вспышку бубонной чумы в июне 1630 года. Правительство действовало быстро, накладывая карантин на жертв чумы и сжигая трупы, но не смогло предотвратить смерть тысяч людей. В октябре того же года, по просьбе Синьории, Контарини пообещал построить церковь в честь Пресвятой девы Марии, если чума угаснет, однако это произошло только в марте 1631 года; тогда и начали строительство церкви.
Николо Контарини, будучи старым и слабым, умер 2 апреля 1631 года, так и не увидев закладки первого камня той церкви, Санта-Мария-делла-Салюте, и не проведя реформ в административной «машине» республики.